# Xanthophylle

Structure de la zéaxanthine, une xanthophylle.

Les xanthophylles (n.f. ou m.) sont des substances souvent de couleur jaune dont les molécules sont dérivées des carotènes, par ajout d'atomes d'oxygène (fonctions alcool, cétone, époxy…). Ce nom générique désigne les pigments caroténoïdes oxygénés. On les rencontre dans les chloroplastes ou les chromoplastes des cellules végétales, notamment dans les pétales de certaines fleurs de couleur jaune, orange ou rouge, et chez les algues, par exemple les algues brunes (Phéophycées), où elles masquent la chlorophylle.

## Liste des xanthophylles
- astaxanthine (E161j)
- anthéraxanthine
- citranaxanthine (E161i)
- cryptoxanthine (E161c)
- canthaxanthine (E161g)
- diadinoxanthine
- diatoxanthine
- échinénone
- flavoxanthine (E161a)
- fucoxanthine
- lutéine (E161b)
- luteoxanthine
- néoxanthine
- rhodoxanthine (E161f)
- rubixanthine (E161d)
- siphonaxanthine
- violaxanthine (E161e)
- zéaxanthine (E161h)